# Javanahalli, Arsikere
Javanahalli là một làng thuộc tehsil Arsikere, huyện Hassan, bang Karnataka, Ấn Độ.